# Episodi di Cowboy G-Men
La prima e unica stagione della serie televisiva Cowboy G-Men è andata in onda negli Stati Uniti dal 13 settembre 1952 al 13 giugno 1953 in syndication.
| nº | Titolo originale       | Prima TV USA      |
| -- | ---------------------- | ----------------- |
| 1  | Ozark Gold             | 13 settembre 1952 |
| 2  | Chinaman's Chance      | 20 settembre 1952 |
| 3  | The Golden Wolf        | 27 settembre 1952 |
| 4  | Secret Mission         | 4 ottobre 1952    |
| 5  | Chippewa Indians       | 11 ottobre 1952   |
| 6  | Center Fire            | 18 ottobre 1952   |
| 7  | Beware! No Trespassing | 1º novembre 1952  |
| 8  | Pixilated              | 8 novembre 1952   |
| 9  | Running Iron           | 15 novembre 1952  |
| 10 | Bounty Jumpers         | 22 novembre 1952  |
| 11 | Gunslingers            | 29 novembre 1952  |
| 12 | Koniackers             | 6 dicembre 1952   |
| 13 | Ghost Bushwacker       | 13 dicembre 1952  |
| 14 | Salted Mines           | 20 dicembre 1952  |
| 15 | Frontier Smugglers     | 27 dicembre 1952  |
| 16 | Mysterious Decoy       | 3 gennaio 1953    |
| 17 | Ridge of Ghosts        | 10 gennaio 1953   |
| 18 | Hang the Jury          | 17 gennaio 1953   |
| 19 | Silver Shotgun         | 24 gennaio 1953   |
| 20 | Rawhide Gold           | 31 gennaio 1953   |
| 21 | The Run Down           | 7 febbraio 1953   |
| 22 | Rawhiders              | 14 febbraio 1953  |
| 23 | General Delivery       | 21 febbraio 1953  |
| 24 | Gypsy Traders          | 28 febbraio 1953  |
| 25 | Safe Crackers          | 7 marzo 1953      |
| 26 | Silver Fraud           | 14 marzo 1953     |
| 27 | Hangfire               | 21 marzo 1953     |
| 28 | Hush Money             | 28 marzo 1953     |
| 29 | Ghost Town Mystery     | 4 aprile 1953     |
| 30 | Empty Mailbags         | 11 aprile 1953    |
| 31 | Sawdust Swindle        | 18 aprile 1953    |
| 32 | Spring the Trap        | 25 aprile 1953    |
| 33 | Sidewinder             | 2 maggio 1953     |
| 34 | Indian Traders         | 9 maggio 1953     |
| 35 | Stolen Dynamite        | 16 maggio 1953    |
| 36 | The Woman Mayor        | 23 maggio 1953    |
| 37 | Double Crossed         | 30 maggio 1953    |
| 38 | High Heeled Boots      | 6 giugno 1953     |
| 39 | The California Bullets | 13 giugno 1953    |

## Ozark Gold
- Diretto da:
- Scritto da:

### Trama
- Interpreti: Russell Hayden (Pat Gallagher), Jackie Coogan (Stoney Crockett), El Brendel (Peterson, Glascow nei crediti), Phil Arnold (Zerbo the Peddler), Richard Travis (Dort, Procuratore Distrettuale), Mary Ann Edwards (Jenny Peterson, Jenny Glascow in credits), Lane Bradford (Baxter, scagnozzo di Dort), Lee Roberts (Mescal, Partner di Baxter), Tom London (Pete Daley, Old Timer Killed by Baxter)

## Chinaman's Chance
- Diretto da:
- Scritto da:

### Trama
- Interpreti: Russell Hayden (Pat Gallagher), Jackie Coogan (Stoney Crockett), Phil Arnold (Zerbo il barbiere), John Vosper (commissario Evans), Robert Bice (Ling Yee / Ling Wun), Tom Monroe (Deputy Marshal Bellows), Fred Libby (Tax Collector Roberts), Judy Dan (Lotus Leaf), Spencer Chan (Soong Li)

## The Golden Wolf
- Diretto da:
- Scritto da:

### Trama
- Interpreti: Russell Hayden (Pat Gallagher), Jackie Coogan (Stoney Crockett), Robert Lowery (Gil Clement), Timothy Carey (Jake Kirby), Jonathan Hale (John Trent), Stanley Andrews (Agent Davis), Flame (Prince)

## Secret Mission
- Diretto da:
- Scritto da:

### Trama
- Interpreti: Russell Hayden (Pat Gallagher), Jackie Coogan (Stoney Crockett), Phil Arnold (Zerbo), Robert Lowery (cattivo principale), Timothy Carey (Scagnozzo alto), Reed Howes (Agent Grant), X Brands (scagnozzo), Stephen Carr (Mr. Thompson), Warren Farlow (Barry), Wayne A. Farlow (Gary)

## Chippewa Indians
- Diretto da:
- Scritto da:

### Trama
- Interpreti: Russell Hayden (Pat Gallagher), Jackie Coogan (Stoney Crockett), Phil Arnold (Zerbo), Lillian Porter (Winonah), Lyle Talbot (Oliver Bartlett), Rick Vallin (Tom Careful), Robert Bice (No-Ko-Win)

## Center Fire
- Diretto da:
- Scritto da:

### Trama
- Interpreti: Russell Hayden (Pat Gallagher), Jackie Coogan (Stoney Crockett), Madge Meredith (Maria Delgado), Lyle Talbot (Veterinarian John Vance), Rick Vallin (Laswell), Robert Bice (Jose Delgado), George DeNormand (Ned Brodin)

## Beware! No Trespassing
- Diretto da:
- Scritto da:

### Trama
- Interpreti: Russell Hayden (Pat Gallagher), Jackie Coogan (Stony Crockett), Robert Lowery (Jardine), Timothy Carey (scagnozzo Benton), Edward Colmans (dottore Gomez), Rick Vallin (tenente Tomas), Gil Barreto (scagnozzo Lugo)

## Pixilated
- Diretto da:
- Scritto da:

### Trama
- Interpreti: Russell Hayden (Pat Gallagher), Jackie Coogan (Stoney Crockett), Phil Arnold (Zerbo), John Eldredge, Florence Lake, Marshall Reed, Richard Travis

## Running Iron
- Diretto da:
- Scritto da:

### Trama
- Interpreti: Russell Hayden (Pat Gallagher), Jackie Coogan (Stoney Crockett), Jim Davis (Tom Owens), Phil Arnold (professore Frederick), John Eldredge (Floyd Peterson), Brad Johnson (John Noonan), Edith Leslie (Gladys, il fabbro), Claudia Barrett (Figlia di Gladys), Tom Monroe (scagnozzo), George Gregg (scagnozzo), Robert Carson (sceriffo Manning)

## Bounty Jumpers
- Diretto da:
- Scritto da:

### Trama
- Interpreti: Russell Hayden (Pat Gallagher), Jackie Coogan (Stoney Crockett), John L. Cason (Jim Moss), Ford Rainey (Matt Sloan), Warren MacGregor (Frisco Ned, uomo al di fuori della banca), Scott Lee (Gil Andrews), Gordon Barnes (Charlie Wall, bancario)

## Gunslingers
- Diretto da:
- Scritto da:

### Trama
- Interpreti: Russell Hayden (Pat Gallagher), Jackie Coogan (Stoney Crockett), Phil Arnold (Zerbo), Robert Bray, Stephen Carr, John L. Cason, Pamela Duncan, Jack Ingram, Robert Lowery

## Koniackers
- Diretto da:
- Scritto da:

### Trama
- Interpreti: Russell Hayden (Pat Gallagher), Jackie Coogan (Stoney Crockett), Robert Bray (Mike Stroud), Walter McGrail (Marshal Kelly), Stanley Andrews (giudice Webster), Edward Hearn (Edward Morely), Phil Arnold (Zerbo), Chuck Roberson (Lefty), Lee Morgan (Bull Jackson), Mervin Williams (Robert Howell), Joel Smith (Monty), Warren MacGregor (Dan)

## Ghost Bushwacker
- Diretto da:
- Scritto da:

### Trama
- Interpreti: Russell Hayden (Pat Gallagher), Jackie Coogan (Stoney Crockett), Phil Arnold, Stephen Carr, Wes Hudman, James Macklin, James Seay, Gloria Talbott, Rick Vallin

## Salted Mines
- Diretto da:
- Scritto da:

### Trama
- Interpreti: Russell Hayden (Pat Gallagher), Jackie Coogan (Stoney Crockett), Archie Twitchell (avvocato Arthur Young), Kenneth MacDonald (Dan Layton), Gloria Marshall (Helen Layton), Tom London (Jonesy), Tom Tyler (scagnozzo Cactus), Denver Pyle (scagnozzo Gus), Bob McElroy (membro linciaggio), Jack Montgomery (Lynch Mob Member)

## Frontier Smugglers
- Diretto da:
- Scritto da:

### Trama
- Interpreti: Russell Hayden (Pat Gallagher), Jackie Coogan (Stoney Crockett), Harry Lauter (constable Dan McKenzie), Robert J. Wilke (Joe Blackton), Drake Smith (Dave Lewis), Riley Hill (Tex), John L. Cason (Harkey), Brad Johnson (Boston)

## Mysterious Decoy
- Diretto da:
- Scritto da:

### Trama
- Interpreti: Russell Hayden (Pat Gallagher), Jackie Coogan (Stoney Crockett), Morris Ankrum (Carl Randall), Phil Arnold (Zerbo, barista), Tristram Coffin (Venner, accolito di Randall), Rick Vallin (uomo con il forcone), Gregg Barton (Dakin), Kenneth MacDonald (sceriffo Carter), William Fawcett (Ben Sayers, rancher), Ralph Bucko (uomo incappucciato), Kansas Moehring (frequentatore bar), Artie Ortego (uomo incappucciato)

## Ridge of Ghosts
- Diretto da:
- Scritto da:

### Trama
- Interpreti: Russell Hayden (Pat Gallagher), Jackie Coogan (Stoney Crockett), El Brendel (Gimpy Gahagan), Richard Travis (sceriffo Tom Harland), Sunny Burkette (Cathy Gahagan), Lane Bradford (Malone), Lee Roberts (Waldo Brady)

## Hang the Jury
- Diretto da:
- Scritto da:

### Trama
- Interpreti: Russell Hayden (Pat Gallagher), Jackie Coogan (Stoney Crockett), Morris Ankrum (giudice Jefferson Dixon), Tristram Coffin (Tom Hendren), Rick Vallin (Sheldon Crane), Helen Chapman (Janet Mason), X Brands (cancelliere / Membro di Giuria), Al Haskell (sceriffo), Kansas Moehring (Membro di Giuria), Artie Ortego (Padre / Membro di Giuria)

## Silver Shotgun
- Diretto da:
- Scritto da:

### Trama
- Interpreti: Russell Hayden (Pat Gallagher), Jackie Coogan (Stoney Crockett), Jim Davis (sceriffo Jack Wardlow), Brad Johnson (vice Pete Lord), Claudia Barrett (Martha Jenkins), Tom Monroe (vice Bert Hollis), Phil Arnold (Zerbo), John Eldredge (Elmer Jenkins), George Gregg (Marshal Bill Kent)

## Rawhide Gold
- Diretto da:
- Scritto da:

### Trama
- Interpreti: Russell Hayden (Pat Gallagher), Jackie Coogan (Stoney Crockett), Ted Adams, Myron Healey, Virginia Herrick, Pierce Lyden, Marshall Reed, Lee Roberts

## The Run Down
- Diretto da:
- Scritto da:

### Trama
- Interpreti: Russell Hayden (Pat Gallagher), Jackie Coogan (Stony Crockett), Valerie Vernon (Toni Fenton), George Eldredge (Buck Nelson), John Vosper (Krupp), Tom Monroe (Pedro, Ronzell nei crediti), Fred Libby (Elliot), X Brands (scagnozzo)

## Rawhiders
- Diretto da:
- Scritto da:

### Trama
- Interpreti: Russell Hayden (Pat Gallagher), Jackie Coogan (Stoney Crockett), John Eldredge (Pierre La Tour), Madge Meredith (Joan La Tour), Richard Travis (John Carver), Tom Monroe (scagnozzo Buell), Marshall Reed (Jim Sutton), X Brands (impiegato dell'hotel)

## General Delivery
- Diretto da:
- Scritto da:

### Trama
- Interpreti: Russell Hayden (Pat Gallagher), Jackie Coogan (Stoney Crockett), Madge Meredith (Lenore Delson), Lyle Talbot (Hudson), Phil Arnold (Zerbo), Robert Bice (direttore di posta Timberlake), Rick Vallin (scagnozzo), George DeNormand (direttore di posta canadese), Lee Roberts (Tom Dougall), X Brands (scagnozzo)

## Gypsy Traders
- Diretto da:
- Scritto da:

### Trama
- Interpreti: Russell Hayden (Pat Gallagher), Jackie Coogan (Stoney Crockett), Phil Arnold (Zerbo), James Seay (Mort Boyd), Charlita (Angela Monroe), Gregg Barton (giudice Garrison), Harry Hickox (Marshal Bender), John L. Cason (scagnozzo), X Brands (scagnozzo / gitano), Timothy Carey (Tall Gypsy)

## Safe Crackers
- Diretto da:
- Scritto da:

### Trama
- Interpreti: Russell Hayden (Pat Gallagher), Jackie Coogan (Stoney Crockett), Mae Clarke (Emerald Kennedy), John Vosper (Madden), Tom Monroe (Kid O'Toole), Sam Flint (John Anderson), Pierce Lyden (predicatore), X Brands ('uomo carico d'argento), Hal Hopper (scagnozzo)

## Silver Fraud
- Diretto da:
- Scritto da:

### Trama
- Interpreti: Russell Hayden (Pat Gallagher), Jackie Coogan (Stoney Crockett), Paul Keast (Bob Moore, Assayer), Robert J. Wilke (Saxon), Brad Johnson (Jed Hawkins, proprietario Miniera di Bull Frog), Harry Lauter (Faro, scagnozzo di Saxon), John L. Cason (scagnozzo di Saxon), Riley Hill (Bartlett, scagnozzo di Saxon)

## Hangfire
- Diretto da:
- Scritto da:

### Trama
- Interpreti: Russell Hayden (Pat Gallagher), Jackie Coogan (Stoney Crockett), Phil Arnold (Zerbo), James Seay (Reno Kid), Dorothy Patrick (Lil), Byron Foulger (Chester Beeman), James Macklin (Bradshaw), Grace Lee Whitney (ragazza Saloon), Herman Hack (fuorilegge)

## Hush Money
- Diretto da:
- Scritto da:

### Trama
- Interpreti: Russell Hayden (Pat Gallagher), Jackie Coogan (Stoney Crockett), Phil Arnold (Zerbo), James Seay (Bill Brandow), Jackie Cooper Jr. (Kenny Smith), Byron Foulger (Pop Parker), Rick Vallin (Hank, scagnozzo di Brandow), James Macklin (scagnozzo Bud), Stephen Carr (Tom Heflin), Ella Ethridge (Zia Ruth), Ralph Bucko (cittadino), Wes Hudman (scagnozzo Walt)

## Ghost Town Mystery
- Diretto da:
- Scritto da:

### Trama
- Interpreti: Russell Hayden (Pat Gallagher), Jackie Coogan (Stoney Crockett), Florence Lake (Mamie Jones), El Brendel (Hasayampa Simpson), Roy Barcroft (Pete Culp)

## Empty Mailbags
- Diretto da:
- Scritto da:

### Trama
- Interpreti: Russell Hayden (Pat Gallagher), Jackie Coogan (Stoney Crockett), Robert Lowery (Brandow), Phil Arnold (Zerbo), Robert Bray (Mac), Alfred Monroe (Jim), John L. Cason (Slag), Stephen Carr (Ispettore postale Rayburn), George Gregg (direttore di posta Bill Collins)

## Sawdust Swindle
- Diretto da:
- Scritto da:

### Trama
- Interpreti: Russell Hayden (Pat Gallagher), Jackie Coogan (Stoney), Pamela Duncan (Morning Star), Robert Bray (sceriffo), Phil Arnold (Zerbo l'innocente), Robert Lowery (Bill Gray, Indian Commissioner), Tom Monroe (scagnozzo Linden), John L. Cason (Carl)

## Spring the Trap
- Diretto da:
- Scritto da:

### Trama
- Interpreti: Russell Hayden (Pat Gallagher), Jackie Coogan (Stoney Crockett), Phil Arnold (Zerbo), John Eldredge (Marshal), Richard Travis (Lasker), Marshall Reed (scagnozzo Baldwin), Tom Monroe (scagnozzo), Madge Meredith (Mary Danning), X Brands (Lew Danning / Cittadino)

## Sidewinder
- Diretto da:
- Scritto da:

### Trama
- Interpreti: Russell Hayden (Pat Gallagher), Jackie Coogan (Stoney Crockett), Roy Barcroft (Sidewinder), Dorothy Patrick (Nina Childers), El Brendel (Grampa Childers), Harry Hickox (maggiore Taylor), X Brands (tenente Jennings), John L. Cason (sergente Talbot), Flame (Prince), Timothy Carey (prigioniero)

## Indian Traders
- Diretto da:
- Scritto da:

### Trama
- Interpreti: Russell Hayden (Pat Gallagher), Jackie Coogan (Stoney Crockett), Wade Crosby, Charles Harvey, George Pembroke, Eileen Rowe

## Stolen Dynamite
- Diretto da:
- Scritto da:

### Trama
- Interpreti: Russell Hayden (Pat Gallagher), Jackie Coogan (Stoney Crockett), Jim Davis (Wilson), Phil Arnold (dottor Zerbo), Helen Parrish (Mary Barrett), John Eldredge (Prof. Beeman), Brad Johnson (Fuorilegge), Tom Monroe (Fuorilegge), George Gregg (Fuorilegge)

## The Woman Mayor
- Diretto da:
- Scritto da:

### Trama
- Interpreti: Russell Hayden (Pat Gallagher), Jackie Coogan (Stoney Crockett), Morris Ankrum (John Calhoun), Jean Parker (sindaco Crystal Colby), Phil Arnold (dottor Zerbo), Tristram Coffin (Bart Jackson), Florence Lake (Sandy Desmond), Kansas Moehring (scagnozzo)

## Double Crossed
- Diretto da:
- Scritto da:

### Trama
- Interpreti: Russell Hayden (Pat Gallagher), Jackie Coogan (Stoney Crockett), Phil Arnold (dottor Zerbo), Robert Bray (Shafer), Jim Davis (Dance, Shafer Henchman), Art Dillard, Gary Garrett (impiegato banca), Jonathan Hale (Landon, Bank Examiner)

## High Heeled Boots
- Diretto da:
- Scritto da:

### Trama
- Interpreti: Russell Hayden (Pat Gallagher), Jackie Coogan (Stoney Crockett), Jean Parker (Dixie Shannon, Saloon Owner), Richard Travis (William Bartell), Phil Arnold (dottor Zerbo), Rick Vallin (Jode), John L. Cason (Chuck, Dixie's Bartender)

## The California Bullets
- Diretto da:
- Scritto da:

### Trama
- Interpreti: Russell Hayden (Pat Gallagher), Jackie Coogan (Stoney Crockett), James Seay (Mike Gaffney), Charlita (Marie Beaumont), Gregg Barton (Walter Beardsley), John L. Cason (Al Tetlow), Harry Hickox (capitano Walker), Timothy Carey (Man at boat dock)